# Cuatro Torres Business Area

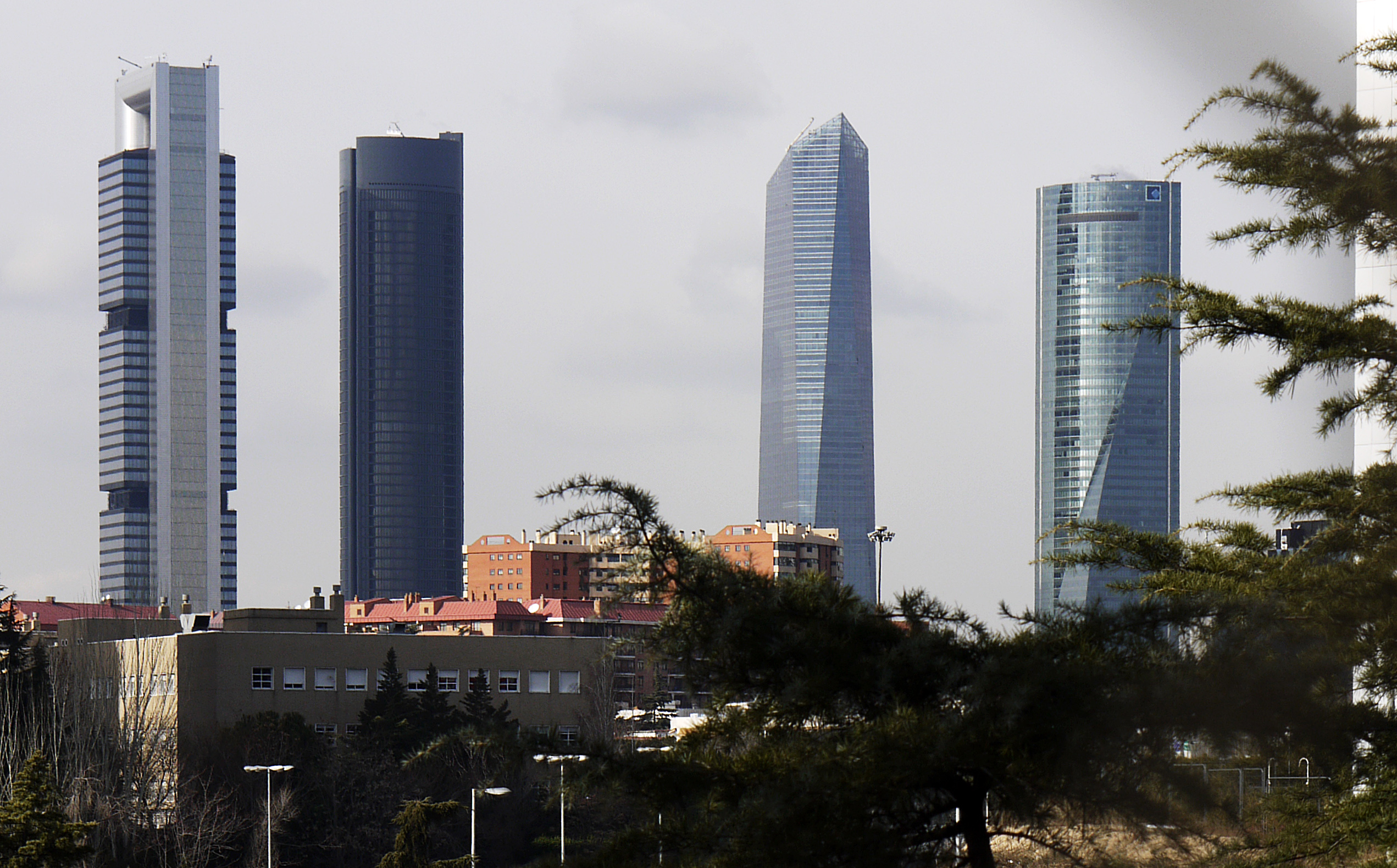
Från vänster ses: Torre Caja Madrid, Torre Sacyr Vallehermoso, Torre de Cristal och Torre Espacio.

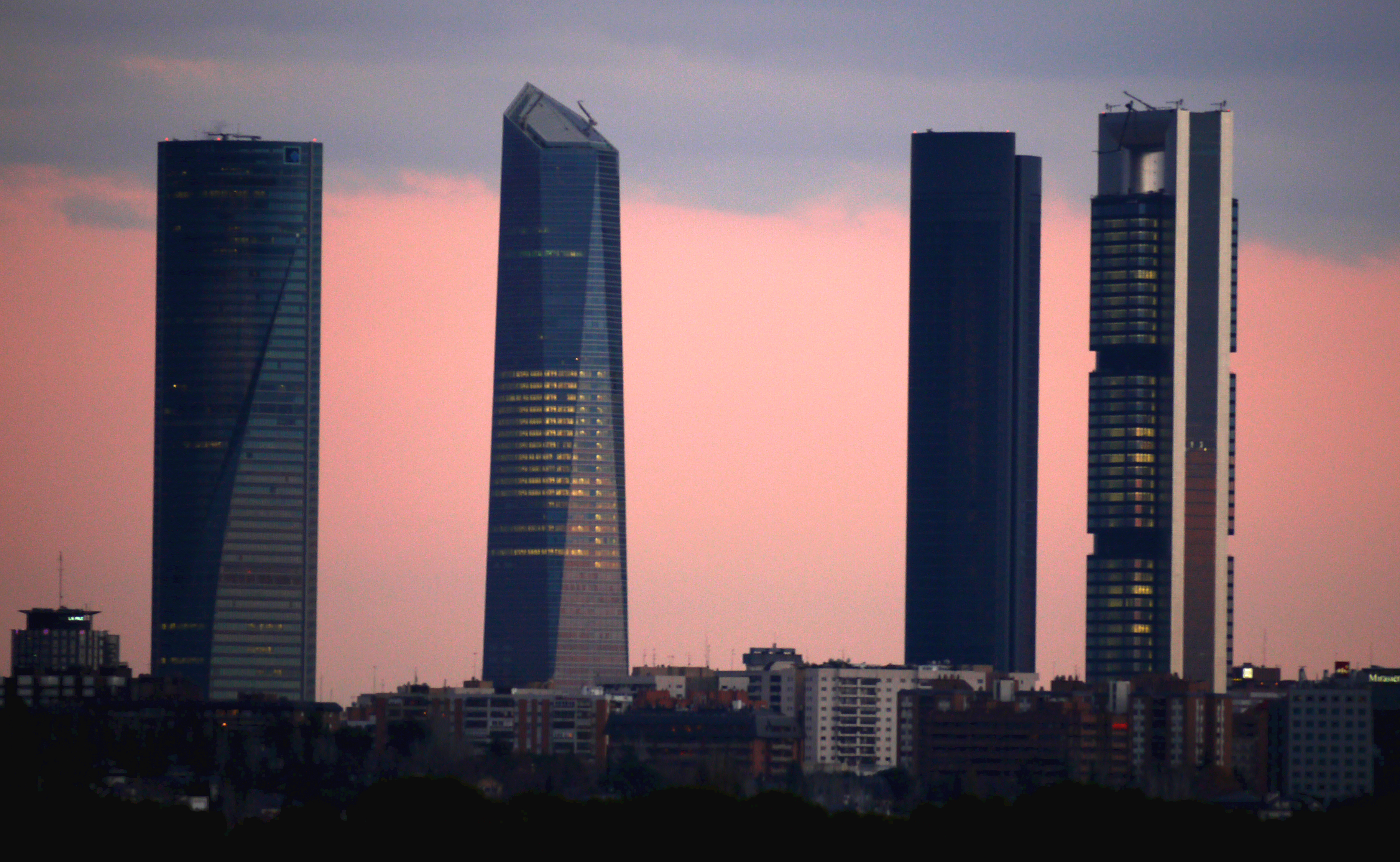
Byggnaderna i kvällsljus från andra hållet (El Pardo)

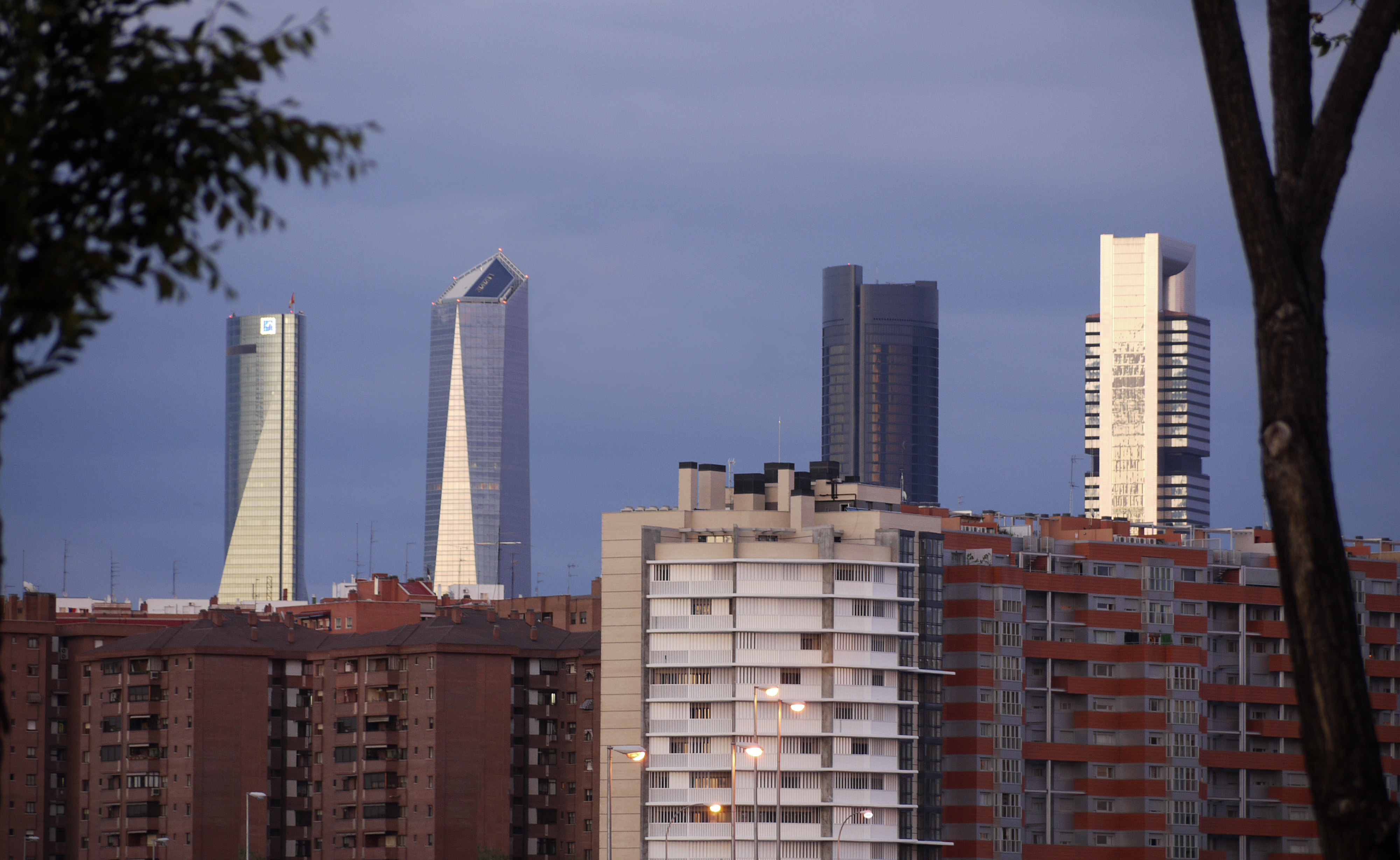
Utsikt från Puerta de Hierro

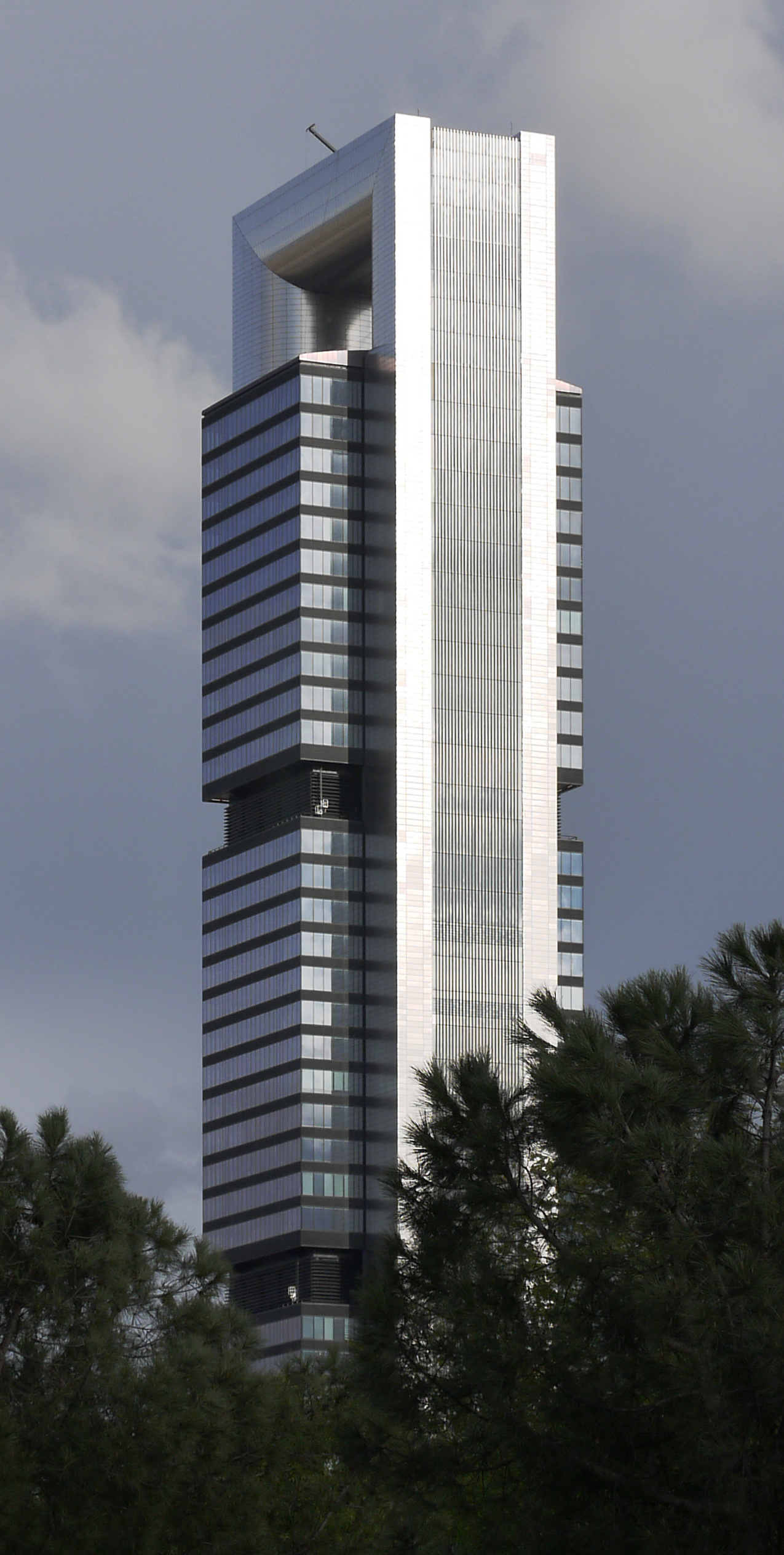
Torre Caja Madrid

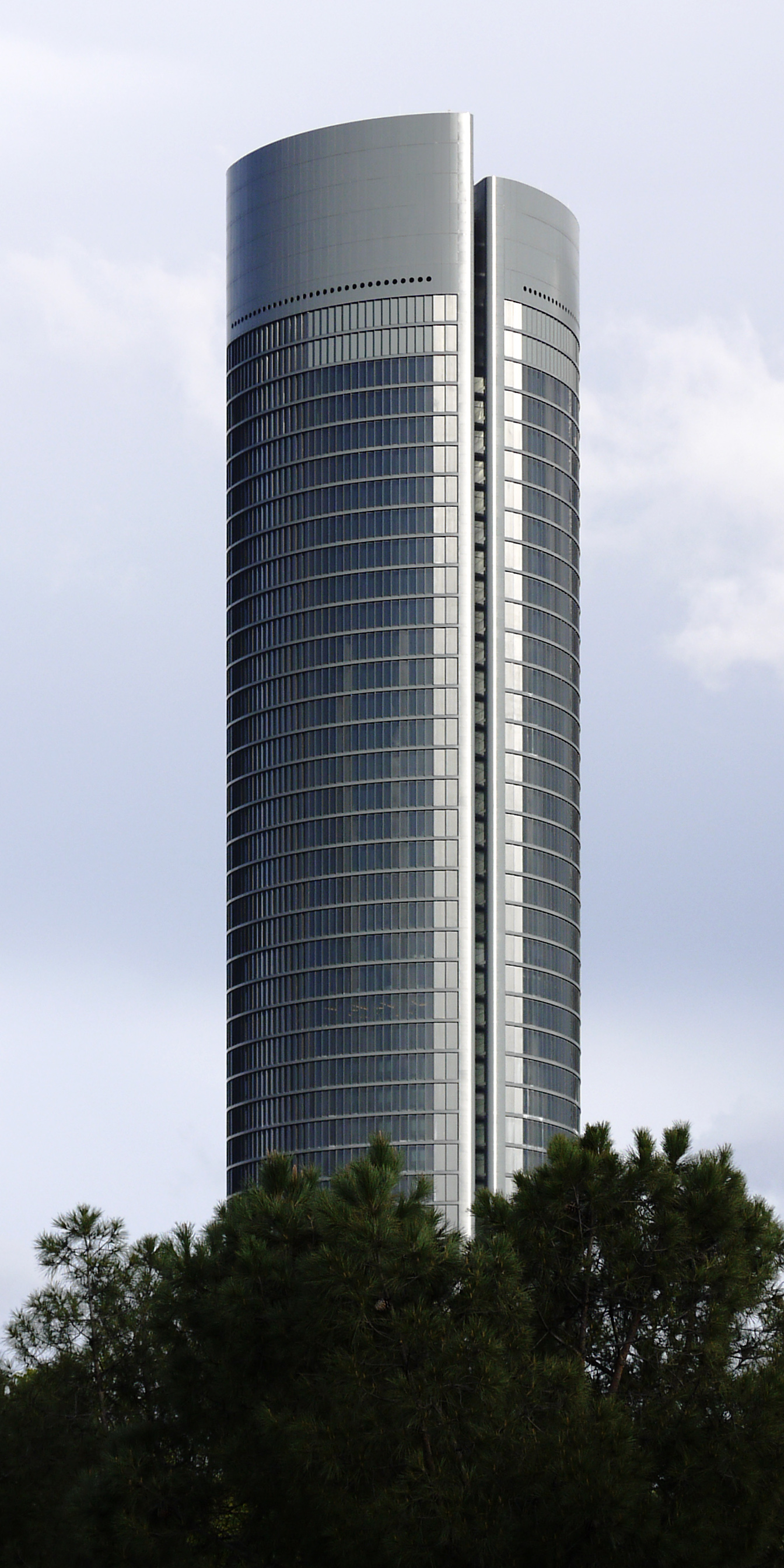
Torre Sacyr Vallehermoso

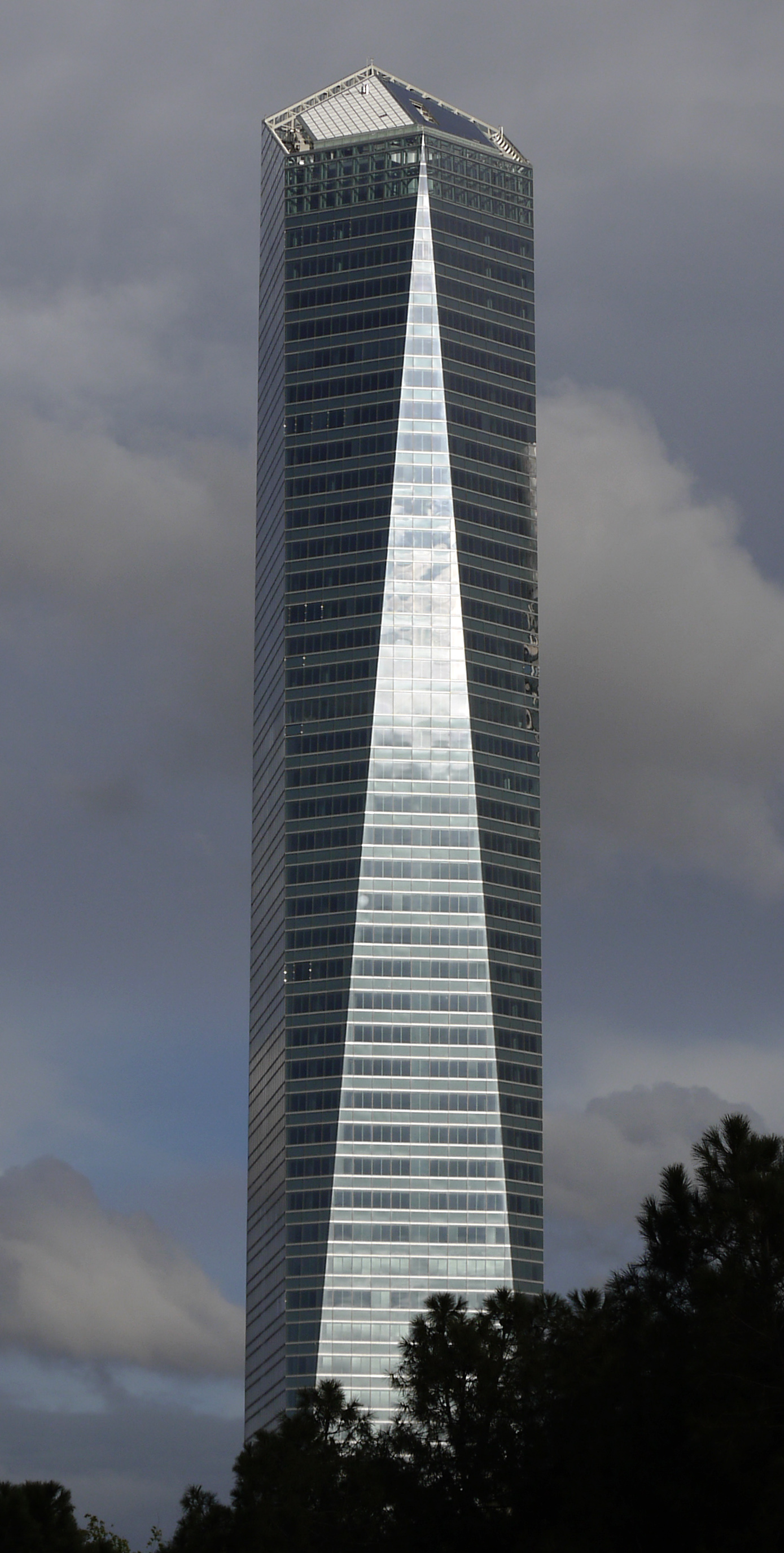
Torre de Cristal

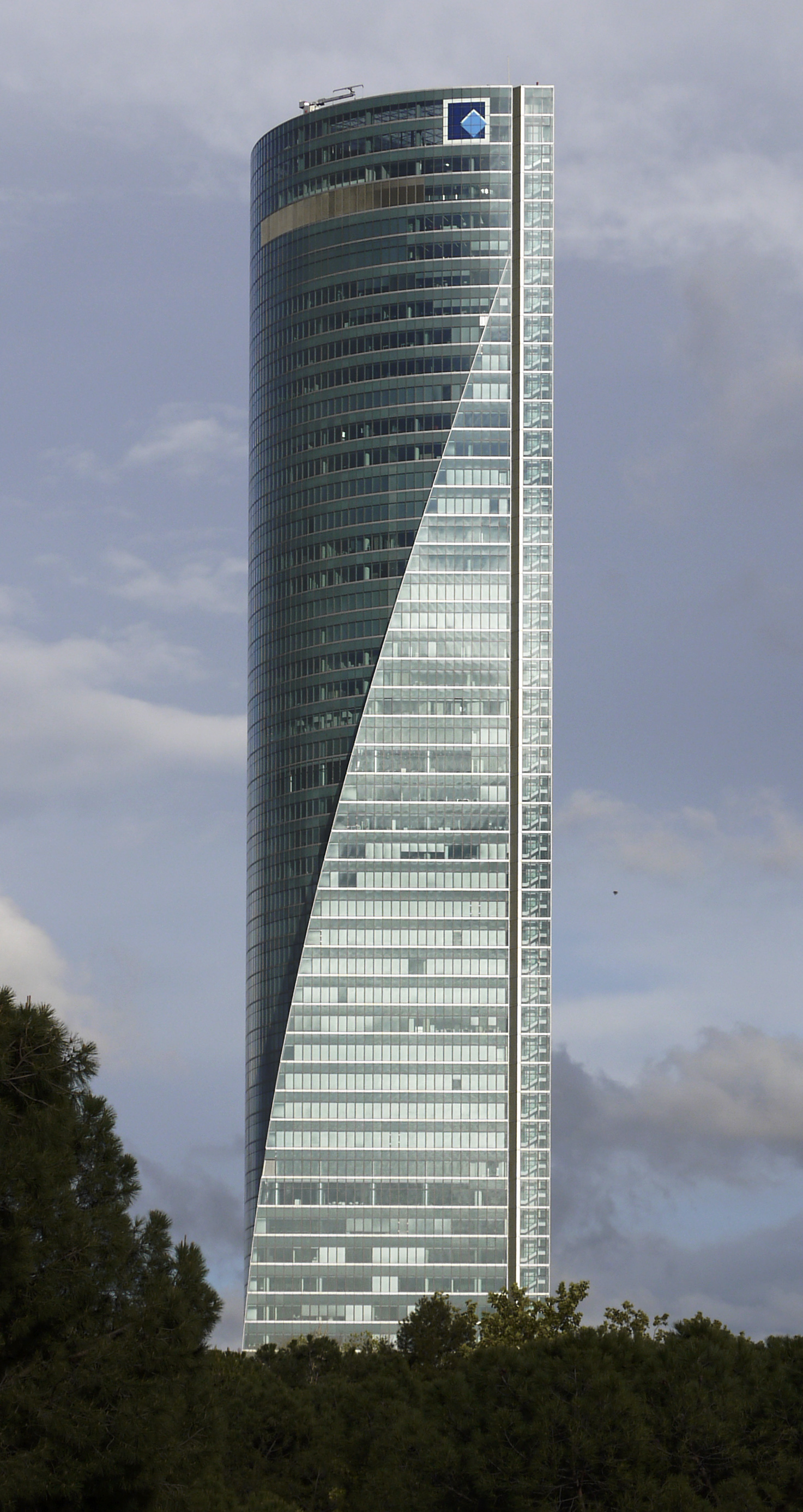
Torre Espacio

Cuatro Torres Business Area (CTBA, spanska/engelska för "Fyra tornens affärsområde") är ett komplex bestående av fyra höghus (kontorslokaler) bredvid Paseo de la Castellana i Madrid (Spanien), byggda på den plats som tidigare var Real Madrids idrottsarena. Området var känt som "Madrid Arena" men konsortiet för de fyra höghusen beslutade att ge området en ny image och gav det namnet Cuatro Torres Business Area. De fyra skyskraporna är de högsta byggnaderna i Madrid och Spanien. De fyra byggnaderna är Torre Caja Madrid, Torre Sacyr Vallehermoso, Torre de Cristal och Torre Espacio. Den förstnämnda är med sina 250 meter den högsta byggnaden i Madrid och Spanien.

## Uppförande och färdigställande
Skyskraporna består av kontorslokaler. Men Torre Sacyr Vallehermoso rymmer även ett hotell och på toppen av Torre de Cristal finns en trädgård. Varje höghus har flera våningar under jord med parkering, och också det under jord, tillträdesvägar till byggnaderna för att undvika trafikstockningar ovan jord. Uppförandet av de fyra byggnaderna inleddes 2004 och vid slutet av  2007 och i början av 2008 färdigställdes byggnaderna. Tillsammans med de fyra höghusen och inom området kommer att infogas ett konferenscenter, Centro Internacional de Convenciones de Madrid, med konferenslokaler som uppgår till 70 000 m² och ett auditorium med en kapacitet av 3 500 personer. För utformningen av denna byggnad har arkitekterna Emilio Tunón och Luis Moreno Mansilla utsetts, efter en arkitekttävling med tävlingsjury som utsåg det vinnande förslaget den 26 april 2007.

## Byggnader
| Placering | Byggnad                  | Höjd  | Antal våningar | Invigningsår |
| --------- | ------------------------ | ----- | -------------- | ------------ |
| 1         | Torre Caja Madrid        | 250 m | 45             | 2009         |
| 2         | Torre de Cristal         | 249 m | 52             | 2008         |
| 3         | Torre Sacyr Vallehermoso | 236 m | 52             | 2008         |
| 4         | Torre Espacio            | 236 m | 53             | 2007         |

## Torre Caja Madrid
Med en höjd av 250 m, dominerar Torre Caja Madrid den nya skyskrapekomplexet. Det är den högsta byggnaden i Spanien. Norman Foster, känd engelsk arkitekt och vinnare av Pritzkerpriset, har designat denna konstruktion med två utanpåliggande betongkärnor. Varje kärna eller ”pelare” innehåller sju hissar, trappor och utrymmen för installationer. Mellan de två yttre pelarna ligger våningsplanen på ett sätt som liknar en hylla. Tre mellanliggande stödjande plattformar tar upp sidkrafter och ger stöd längs en höjd av elva och tolv våningar vardera. Byggnaden nått taket i september 2007. Under den följande månaden konstruerades den överliggande bågen och konstruktionen blev därmed den högsta byggnaden i Madrid och Spanien. 

## Torre de Cristal
Den argentinska arkitekten Cesar Pelli är skapare av Torre de Cristal med en höjd av 249 m. Han var också ansvarig för Petronas Twin Towers i Malaysia som byggdes 1997.

## Torre Sacyr Vallehermoso
Torre Sacyr Vallehermoso har 52 våningar och en höjd av 236 m. Byggnaden ritades av Carlos Rubio Carvajal och Enrique Álvarez-Sala Walter och är den enda av de fyra som har spanska arkitekter. Planlösningen är en liksidig triangel vars sidor är böjda och fönstren har en särskild placering för att ge ett minsta motstånd mot vinden. I byggnaden ligger hotellet Eurostars Madrid Tower, med fem stjärnor, som kommer att uppta den 31:a våningen och som också har en matsal i två våningar som erbjuder en panoramautsikt över hela staden. Det är den enda byggnaden med dubbel fasadkonstruktion och den omfattas helt av ett skikt av glas.
Sett från luften bildar byggnaden två halvcirklar i svart. Dess diagonalt placerade fönster (de till vänster vetter till höger och de till höger vetter till vänster) är en del av balansen och aerodynamiken i tornet.

## Torre Espacio
Med mer än femtio våningar har Torre Espacio en total höjd av 236 meter. Planlösningen består av tre centrala kärnor, som vid basen består av en fyrsiding och gradvis förvandlas till en form som liknar en skärning mellan sinus- och cosinusfunktionerna. Den rektangulära kärnan har måtten 15 m x 10 m och mellan bärande väggar med tjocklek varierande från 40 cm till 100 cm, ligger de U-formade sidokärnorna med en väggtjocklek på 30 cm.

## Konstruktion
Uppförandet av de fyra byggnaderna började 2004 och från dess arbetade sedan hundratals aktörer 24 timmar om dygnet, varför bygget framskred snabbt. I februari 2007 nådde Torre Espacio sin fulla höjd och den 19 mars 2007 kunde anläggningsarbetena avslutas. Torre Espacio överglänste med 37 meter den dåvarande högsta skyskrapan i landet, Hotel Bali på Benidorm. Torre Sacyr Vallehermoso nådde sin högsta punkt i juni 2007 och i  juli samma år samma sak med Torre de Cristal. Torre Caja Madrid nådde sin sluthöjd i september 2007.
Slutförandet av samtliga byggnadsarbeten skedde i slutet av 2009.

## Kommunikationer
För att de fyra höghusen inte skall påverka trafiken i området på ett negativt sätt, har man byggt ett nätverk av tunnlar som tillåter de anställda i de fyra byggnaderna att direkt ansluta till M-30,  la Castellana, eller A-1.
Endast Torre Espacio och Torre Sacyr Vallehermoso är öppna för besök via sina restauranger.